# Malefor
Malefor (probabilmente dal lat. malum, male, e ferre, portare), noto come il Maestro delle Ombre, è l'antagonista principale di tutta la serie The Legend of Spyro, derivata da Spyro the Dragon. È l'acerrimo nemico di Spyro e Cinerea (Cynder nella versione originale).

## Storia
Nato in tempi antichi, Malefor, come tutti i draghi viola, imparò a padroneggiare gli elementi. Credendo che fosse il drago che avrebbe inaugurato una nuova era, gli Anziani gli insegnarono spontaneamente a padroneggiare i segreti degli elementi. Tuttavia, col passare del tempo, il suo potere continuò a crescere ben oltre quello che ci si aspettava e iniziò a consumare ogni cosa. Temendo la sua mancanza di moderazione, gli Anziani lo esiliarono. Pieno di odio per i suoi simili, Malefor assunse il titolo di Maestro delle Ombre e reclutò un esercito di scimmie, insegnando loro come sfruttare artificialmente il potere delle gemme, che sono la forza vitale dei Draghi. Con il suo esercito stabilito e in crescita di giorno in giorno, Malefor costruì una grande fortezza su una montagna, e lì risiedeva, e la sua stessa malvagità, che era divenuta così grande, corruppe quelle terre dove da uno squarcio si creò una montagna, in realtà un pozzo di disperazione, dimora di fantasmi erranti e degli spiriti smarriti di coloro che si sarebbero votati all'oscurità, chiamato Monte di Malefor, noto anche come il Pozzo delle Anime, dai suoi seguaci.
Anni dopo, Malefor fu sconfitto dagli antenati e il suo spirito venne confinato nella Convessità. Malefor cercò a lungo di evadere dalla sua prigione, e per sua fortuna il suo esercito era ancora in grado di eseguire i suoi ordini.

### The Legend of Spyro: A New Beginning
Durante l'Anno del Drago, Malefor mandò il suo esercito al Tempio del Drago sotto il comando del suo servo, Gaul, il Re Scimmia, per distruggere tutte le uova di drago per evitare che il prossimo drago viola nascesse. Tuttavia, Ignitus, il Guardiano del Fuoco, salvò l'uovo viola e lo nascose.
Sotto un altro ordine però, Gaul catturò un uovo di drago, perché Malefor aveva bisogno di un drago nato nell'Anno del Drago per aprire un portale nella Convessità che fungeva da sua prigione. Gaul catturò l'uovo di Cinerea (Cynder) in modo che potesse servire Malefor e riportarlo indietro, mentre le altre scimmie avevano fracassato tutte le altre uova di drago, ignari che Ignitus aveva salvato l'uovo di Spyro. Gaul utilizzò i malefici poteri di Malefor per corrompere e influenzare Cinerea (Cynder), trasformandola in una grande dragonessa malvagia con maggiore forza e agilità a un ritmo innaturalmente veloce. Cinerea (Cynder) e Gaul poi tentarono di riportare indietro Malefor.
Cinerea (Cynder) intraprese una missione per aprire il portale della Convessità che imprigionava l'anima del suo maestro, mentre il suo esercito di Scimmie si spargeva e devastava la regione. Il suo piano finale era quello di catturare ciascuno dei Draghi Guardiani catturati durante una battaglia (tranne Ignitus), e svuotare le loro energie in cristalli che lei avrebbe usato per liberare Malefor dalla sua prigione. Spyro, il nuovo drago viola, e il suo fratello adottivo, Sparx la libellula, percorsero tutte le terre e salvarono ciascuno dei quattro Guardiani rimanenti dopo che Cinerea ebbe svuotato le loro energie nei cristalli. Poi viaggiò nella Convessità e collocò l'ultimo cristallo nel portale contenente il suo padrone, fornendo a Malefor un mezzo di fuga. Prima che Malefor potesse liberarsi, Spyro usò il suo pieno potere e sconfisse Cinerea (Cynder), liberandola dal suo controllo e facendola tornare alla sua vera forma. Mentre il portale si apriva, gli effetti della battaglia di Spyro e Cinerea (Cynder) lo destabilizzarono e cominciò a implodere. Spyro salvò Cinerea e lui e Sparx fuggirono dalla collassante dimensione della Convessità mentre lo spirito di Malefor emergeva. Tuttavia, lo spirito di Malefor fu preso nel collasso e la sua anima entrò nel Pozzo delle Anime, ma era ancora intrappolata. Mentre il suo spirito si risvegliava, un'energia malvagia, forse la sua essenza che ritornava, apparve sulla cima del Monte di Malefor, un simbolo della sua presenza dentro l'oscura montagna.
Dopo il loro ritorno al Tempio del Drago, Spyro e Cinerea (Cynder) guardarono il cielo, chiedendosi se il Maestro delle Ombre sarebbe tornato. Durante il riposo per l'estenuante battaglia, Spyro sognò la battaglia tra lui e Cinerea (Cynder) e il suo salvataggio, sentendo la voce di Malefor nella sua testa, che chiamava il suo nome.

### The Legend of Spyro: The Eternal Night
Gaul e il suo esercito di scimmie viaggiarono verso il Pozzo delle Anime dopo che l'essenza di Malefor era stata liberata, richiamando tutto il male nei Regni dei Draghi, e resero la montagna la loro base. Gaul pianificò di resuscitare il loro signore nella Notte dell'Oscurità Eterna e liberarlo dal Pozzo delle Anime per soddisfare la sete di potere delle Scimmie ed ottenere la loro vendetta contro i draghi. Per attirare Spyro inconsapevolmente, Gaul catturò Cinerea, che aveva lasciato il Tempio del Drago per quanto successo sotto il controllo di Malefor.
Mentre Gaul teneva Cinerea prigioniera, la informò che Malefor l'avrebbe ripresa al suo fianco per la sua "lealtà" come sua servitrice o l'avrebbe uccisa. Tuttavia, lei rifiutò ogni idea di diventare di nuovo schiava del Maestro delle Ombre, e rimase imprigionata da Gaul nella montagna. Spyro, che aveva sviluppato sentimenti romantici per Cinerea, insieme a Sparx volò verso il Pozzo delle Anime e una volta all'interno combatté contro Gaul. Durante l'eclissi delle Lune celestiali, l'influenza oscura di Malefor prese il controllo della mente di Spyro e distrusse Gaul. Cinerea salvò Spyro dal controllo di Malefor e la montagna cominciò a crollare tutto intorno a loro, intrappolando i tre. Spyro usò il suo Tempo Drago per salvarli. Dopo l'eclissi, Malefor finalmente fuggì dal Pozzo delle Anime dopo che il suo piano principale e segreto aveva avuto successo e cominciò a preparare la sua guerra contro tutto il mondo.

### The Legend of Spyro: L'alba del drago
Dopo essere risorto, Malefor iniziò ad avvolgere il mondo nelle tenebre. Durante questo periodo attaccò il Tempio del Drago e con un'oscura magia lo tenne sospeso sopra la terra come simbolo della sua dominazione. Malefor aveva anche maledetto le scimmie trasformandoli in Ghoul per ripagarli per la loro slealtà, dato che lo hanno servito solo per la loro avidità e sete di potere. Per sostituirli, Malefor creò un nuovo esercito artificiale, le creature della terra chiamati Grublin.
Dopo tre anni all'interno del cristallo del tempo, Spyro, Sparx e Cinerea finalmente si risvegliarono per fermare Malefor. Tuttavia, sia Spyro che Cinerea furono incatenati insieme con una catena magica creata da Malefor stesso da una truppa di Grublin per essere sacrificati a un Golem. Raggiunsero Belligera, la Città dei Draghi, attaccata dall'esercito di Malefor, e sconfissero anche il Golem durante la lotta. Ma più tardi, quella notte, Malefori inviò un ultimatum inquietante agli abitanti: risvegliò dal vulcano sotto il suo quartier generale un Golem colossale, il Distruttore, utilizzato per distruggere il mondo e inaugurarne uno nuovo. Spyro e Cinerea cercarono di fermare il Distruttore, ma quando distrussero il suo nucleo, Malefor lo ripristinò con i suoi poteri, continuando la sua missione. Rendendosi conto che l'unico modo per fermare il Distruttore era quello di sconfiggere Malefor, Spyro e Cinerea partirono per affrontarlo. Dopo aver superato le isole fluttuanti attorno al Covo di Malefor, Spyro e Cinerea si confrontarono con il drago malvagio. Malefor liberò Spyro e Cinerea dalla loro catena, ritenendoli non più utili per i suoi piani. Difatti rivelò che Cinerea lo aveva aiutato inconsapevolmente, attirando Spyro nel Pozzo delle Anime in modo da liberarlo. Cinerea negò fortemente questa affermazione ma il dubbio cominciò a crescerle dentro e Malefor utilizzò i suoi poteri oscuri per ricontrollarla e usandola per attaccare Spyro. Durante la colluttazione Malefor rivelò a Spyro il motivo della sua guerra: secondo una sua filosofia i draghi viola (dei quali lui e Spyro ne erano altri e non gli unici due) avrebbero si salvato il mondo, ma dovevano distruggerlo completamente per purificarlo, risvegliando il Distruttore e i Golem. Spyro negò le affermazioni di Malefor e continuò ad essere colpito da Cinerea mentre Malefor rideva maniacalmente. Ma Spyro, conscio che forse avevano perso la loro battaglia, lo rivelò a Cinerea che si riappropriò della sua volontà e gli disse che c'è sempre qualcosa per cui combattere. Infuriato da questo cambiamento di eventi, Malefor legò di nuovo Spyro e Cinerea al fine di ucciderli entrambi. Intanto il Distruttore riuscì a entrare nel vulcano innescando la distruzione del mondo. La battaglia finale di Spyro e Cinerea contro Malefor continuò fino al cuore del mondo. Nonostante i loro sforzi, Malefor proclamò che è immortale, ma dopo un colpo energetico finale di Spyro e Cinerea, cadde sul nucleo di cristallo della Terra, rialzandosi tuttavia indenne e pronto ad attaccare di nuovo. Improvvisamente, gli spiriti degli Anziani emersero dal nucleo di cristallo e lo trascinarono all'interno sigillandolo. Dopo la sua sconfitta, la catena verde che incatenava Spyro e Cinerea insieme scomparve. Spyro poi usò i suoi poteri per ricostruire il mondo, mettendo fine alla malvagità di Malefor.

## The Legend of Spyro 3D
Secondo la trama del film annullato, il Maestro delle Ombre ha inviato le sue forze per dare la caccia all'uovo di Spyro. Aveva anche schiavizzato Cinerea (Cynder) utilizzando un cristallo rosso intorno al suo collo, lei si trasforma in una potente dragonessa.

## Serie Skylanders
Nella serie Skylanders Malefor non compare mai ma viene menzionato. Il suo ruolo è uguale a quello che ha nella serie The Legend of Spyro e come nell'originale corrupe Cinerea (Cynder) fino a quando, Spyro la liberò dalla corruzione. In seguito, Malefor venne sconfitto da un'elfa necromante di nome Hex. Appare nei fumetti di Skylanders con un'armatura.

### Skylanders Academy
Nella serie Netflix Skylanders Academy, il ruolo e l'aspetto di Malefor sono molto cambiati. Il suo aspetto ora è di un grande drago nero, con venature di magma che gli percorrono il corpo, e porta dei parabracci e paragambe metalliche. Nella serie, inoltre, sembrerebbe essere il padre biologico di Cynder.
Compare per la prima volta nell'episodio Il ritorno di Cynder, dove viene mostrato come il signore delle Cripte Cadaveriche. Qui ha inizialmente un atteggiamento paterno e simpatico per Cynder, ma diviene estremamente aggressivo quando Spyro insieme agli altri Skylander invadono il suo regno e tentano di riportare Cynder all'accademia. Malefor riesce a mettere in breve tempo tutti fuori gioco. Quando vede Spyro, Malefor nota che possiede le squame viola, rivelando al draghetto che egli fa parte di una stirpe unica di draghi che ha sterminato egli stesso. Tuttavia, viene infine sconfitto dalla stessa Cynder, che verrà ripudiata dal padre.
Ritornerà nell'episodio Il tocco del male, dove Spyro si recherà alle Cripte Cadaveriche chiedendo a Malefor di aiutarlo in quanto l'unico che possa trovare il luogo in cui la sua stirpe è stata confinata. Ma il Re Drago, nonostante fosse effettivamente in grado di farlo, memore del fatto che gli Skylander hanno portato via sua figlia Cynder, e che è nemico giurato della sua specie, lo attacca, riuscendo a catturarlo, per poi mandare un messaggio agli Skylander per tutte le Skylands: se entro il tramonto non gli riporteranno Cynder Spyro morirà. Nel frattempo, Kaos (che aveva visto il messaggio di Malefor) arriva alle Cripte Cadaveriche dove rivela al Re Drago dell'imminente ritorno di Strykore e gli propone un patto: Malefor avrebbe consegnato Spyro a Kaos in quanto è lo Skylander che serve per liberare Strykore dalla sua prigione, e in cambio lui verrà risparmiato; altrimenti Kaos se lo prenderà lo stesso e anche Malefor sarà un bersaglio di Strykore una volta liberato. Malefor è così costretto ad accettare. Quando giungono anche gli Skylander, Malefor tenta di riprendersi Cynder venendo battuto dall'intera squadra, ma grazie a uno stratagemma riesce nel suo intento e fugge con Cynder nel suo regno.

## Aspetto
Malefor è un drago di colore viola molto scuro, per creare un contrasto con il viola acceso di Spyro, con delle placche ossee, simili a quelle di uno Stegosauro, che partono dalla coda (la quale presenta una mazza ossea a quattro lame) fino al petto giallo scuro; gli artigli sono rosso sangue, così come le tre grandi corna rivolte all'indietro e le corna più piccole ai lati del volto; gli occhi sono completamente gialli con la pupilla verticale.

## Personalità
Malefor è, in molti modi, l'esatto contrario di Spyro, e di ogni antagonista conosciuto nelle serie di Spyro. Come il suo nome rappresenta, è del tutto malvagio, spietato, violento, sadico, crudele, tirannico e assetato di potere. Nonostante sia calmo e cortese, Malefor è anche molto astuto, intelligente e manipolatore dato che riesce a elaborare piani contorti. Mentre Spyro fa del bene e protegge il mondo, Malefor vuole la sua distruzione e userà ogni mezzo per finire quello che ha iniziato. A giudicare dalla sua natura spietata e puramente sadica, Malefor è, senza dubbio, un assassino che ha ucciso milioni di creature nel suo "tentativo di compiere il destino del drago viola". È disposto ad usare qualunque mezzo per raggiungere il suo obbiettivo, e distruggere a sangue freddo tutto o chiunque sia per lui inutile, a meno che non possa essergli ancora utile in seguito. Malefor è anche un abile oratore, capace di insinuare il dubbio nelle menti più risolute e coraggiose, e di usare ciò a proprio vantaggio. Con questa potente abilità, ha molta esperienza nell'usare le colpe dei propri nemici contro loro stessi; un esempio è il suo utilizzo delle passate imprese di Cinerea e il fatto di averla usata per liberarsi per farla dubitare di sé abbastanza a lungo da poterne prendere il controllo. Egli sembra personificare l'avidità, uno dei sette peccati capitali, per il suo intenso desiderio di potere, ed essa è anche ciò che lo ha portato alla corruzione. Malefor sembra anche possedere una filosofia fatalista, credendo che il suo destino sia quello di purificare il mondo distruggendolo, così da crearne uno nuovo. Per questo, probabilmente, non percepisce se stesso come il male, ma come un antieroe, usando mezzi discutibili per raggiungere un obiettivo "nobile". Ma, come tutti i cattivi, sottovaluta il potere dell'amicizia e dell'amore quando usa Cinerea per uccidere Spyro per la sua non accettazione della presunta verità sulla natura del drago viola, solo per vederla liberarsi dal suo controllo quando Spyro le dice di non avergli lasciato più nulla per cui combattere.

## Abilità
Malefor è notevolmente potente. Essendo un drago viola come Spyro, lui può controllare molte abilità che altri non possono, ma in misura maggiore, come ad esempio l'elemento del Fuoco, Ghiaccio, Luce, Terra, Vento, Convessità, e forse anche il tempo stesso. Si è accennato che possa controllare anche altri elementi, come è mostrato usando l'abilità Paura durante la sua battaglia finale contro Spyro e Cinerea, e molto probabilmente controlla anche Ombra e Veleno, i poteri che a Cinerea sono stati concessi quando è stata esposta all'oscurità. Come suggerisce il suo titolo, Malefor è un maestro nella magia nera, che gli permette di corrompere chiunque o qualsiasi cosa voglia. Questo è dimostrato quando trasforma il Tempio del Drago in una fortezza di suo gradimento e lo fa levitare, trasforma le scimmie in ghoul, crea creature artificiali come i grublin, e realizza una catena di energia che i suoi tirapiedi mettono al collo di Spyro e Cinerea in modo che restino collegati. Il suo notevole potere è avere il controllo assoluto su tutto il male, di ogni essere malevolo, anche trasformando gli altri in una versione oscura del loro precedente io che aumenta notevolmente il loro potere e li corrompe per essere alla sua completa servitù. Come tutti i draghi, Malefor possiede la capacità di volare, e possiede una forza fisica estrema.